# Wilcza Góra (Silésie)
Pour les articles homonymes, voir Wilcza Góra.
Wilcza Góra est une localité polonaise de la gmina de Przystajń, située dans le powiat de Kłobuck en voïvodie de Silésie.